# Губернатори Чилі
Королівські губернатори Чилі або генерал-капітани Чилі — титул посадовців, що керували іспанською колоніальною адміністративною одиницею Генерал-капітанством Чилі або Королівством Чилі. Цю посаду займало 66 чоловік від захоплення території Чилі під керівництвом Франсиско Пісарро і Дієґо де Альмаґро до проголошення незалежності.

## Список губернаторів

### ПризначеніКарлом I
- Педро де Вальдівія: (серпень 1540 — грудень 1547)
- Франсиско де Віяґра Веласкес: (грудень 1547 — серпень 1549)
- Педро де Вальдівія: (20 серпня 1549 — 25 грудня 1553)
- Франсиско де Віяґра Веласкес: (грудень 1553 — лютий 1555).
- Родріґо де Кіроґа Лопес де Уйоя: (грудень 1553 — лютий 1555)
- Франсиско де Аґірре де Менесес: (грудень 1553 — лютий 1555)
- Франсиско де Віяґра Веласкес: (грудень 1553 — лютий 1555)

З лютого 1555 до травня 1556 Кабільдо (рада) міст Чилі керувала цією територією через суперечку щодо губернаторської посади, що розглядалася Королівською Аудієнсією в Лімі.

### ПризначеніФіліпом II
- Франсиско де Віяґра Веласкес: (травень 1556 — квітень 1557)